# VIVA Magyarország

Erstes Logo

Zweites Logo

VIVA TV war ein ungarischer Fernsehsender mit Sitz in Budapest, das hauptsächlich Musikvideos abspielte. Der Sender wurde am 3. Oktober 2017 je nach Verbreitungsweg durch den neuen Kanal Comedy Central Family oder MTV Hits ersetzt.

## Geschichte
Der Musiksender startete 1997 unter dem Namen Z+. Im Februar 2001 folgte die Übernahme durch die VIVA Media AG und im Juni 2001 die Umbenennung in VIVA+.
Das ungarische VIVA richtete sich an Jugendliche, während sich das ungarische MTV an junge Erwachsene richtete. Die Marktaufteilung zwischen MTV und VIVA war wie die Beziehung zwischen MTV und VH1 auf dem amerikanischen Markt, während auf dem US-Markt MTV der Jugendsender war.
Im Januar 2003 wurde der Privatsender schließlich in VIVA TV umbenannt. Seit der Übernahme der VIVA Media AG durch Viacom gehörte er zum MTV-Mutterkonzern.
Im Dezember 2009 wurden vom ungarischen Kabelanbieter, Digi mit Sitz in Rumänien der Vertrag mit MTV Networks gekündigt, aufgrund seiner finanziellen Situation. Das hatte zur Folge, dass MTV, VIVA und Comedy Central Ungarn nicht mehr über Digi schaubar waren. Durch die Kündigung des Vertrags mit MTV Networks wurden monatlich 8 Millionen US-Dollar in Rumänien, Ungarn, Tschechien, der Slowakei, Serbien und Kroatien eingespart.
2010 wechselte MTV wie auch VIVA und Comedy Central zur Tschechischen Lizenz für ganz Europa, im Register wurde ein Löschantrag für Z+ Műsorszolgáltató Zrt. (VIVA), MTV Networks Magyarország Zrt. und Comedy Central Magyarország Zrt. beantragt.
Bekannte Sendungen des Fernsehsenders waren unter anderem die VIVA Chart Show, Club Rotation, Interaktív, Randikommandó und VIVA Horoszkóp.

## VJs
Folgende VJs arbeiteten bei dem Sender:
- VJ Eszti (2010–2017)
- Sanyóca (2012–2017)
- Pizsu (2012–2017)
- Marcell (2012–2017)
- Ada (Pintér Adrienn) – (2005–2011)
- Zola (Ujvári Zoltán Szilveszter) – (2006–2011)
- Ben (Istenes Bence Flórián) – (2008–2010)
- VJ Marci (2011–2012)

## TV-Shows
- VIVA Vekker
- VIVA Sounds
- VIVA Night Sounds
- Party Sounds
- Megálló
- Randommarci
- Mayo Chix Divatvilág
- Egytől Három!
- Szülinap Luxuskivitelben
- Plain Jane
- iCarly
- VIVA Interaktív
- VIVA Chart Show
- Hazai Pálya (Local Chart)
- VIVA Online Chart
- US Chart
- UK Chart
- World Stage
- Chillout Zone
- Napi Top 10
- Randikommandó
- Út a Csúcsra